# Prädikat (Qualität)
Prädikate (von lateinisch praedicare = bekannt machen) werden in vielen Bereichen für die Erfüllung von (Qualitäts-)Anforderungen vergeben (siehe Qualitätssicherung), die von einer Organisation festgelegt oder ausgeschrieben werden.
Anhand des Prädikats sollen potenzielle Nutznießer die zu erwartende Qualität einer Dienstleistung oder eines Produktes abschätzen können. Positive Auszeichnungen haben einen wichtigen Werbeeffekt; daher wird ein Prädikat oft als Produktkennzeichen auf der Verpackung oder an hervorragender Stelle in Werbebroschüren verwendet. Für viele Prädikate gibt es deswegen ein leicht wiedererkennbares Symbol.
Für Prädikate werden auch – je nach ausstellender Organisation – die Begriffe Qualitätssiegel, Gütesiegel, Label, Zertifikat oder Prüfsiegel verwendet.

## Prüfsiegel, Zertifikate, Gütesiegel, Qualitätssiegel

### Staatlich gefordert
Prüfsiegel, Prüfzeichen oder Prüfstempel, manchmal auch Gütezeichen sind üblicherweise staatlich vorgeschrieben oder empfohlen, da bei den von ihnen überwachten Bereichen ein staatliches Interesse besteht, z. B. wegen Gefährdung der Öffentlichkeit. Waren ohne Prüfzeichen dürfen dann nicht in Verkehr gebracht werden.
Die Vergabe basieren meist auf internationalen (ISO), europäischen (EN) oder nationalen Normen (VDE, DIN usw.) und wird von staatlich anerkannten und akkreditierten Prüfstellen durchgeführt. Für die Akkreditierung ist die Trägergemeinschaft für Akkreditierung zuständig.
Beispiele: TÜV-Stempel, DEKRA-Stempel, VDE-Zeichen
Im Baustoffbereich wird die Einhaltung der Herstellnormen durch ein unabhängiges Prüfinstitut bestätigt. Z. B. durch BAM, Landesgewerbeanstalt Bayern und andere.
Hinweis: Die CE-Kennzeichnung ist kein Prüfsiegel, sondern eine Konformitätserklärung. Der Hersteller bestätigt lediglich rechtsverbindlich, dass er alle relevanten europäischen Normen eingehalten hat.

### Staatlich, behördlich anerkannt
Auch hier gibt es Prädikate, die auf Normen und Vorschriften basieren. Die Einhaltung dieser Vorschriften ist eine freiwillige Leistung, die jedoch zum Teil von staatlichen Stellen honoriert wird. So können EMAS-validierte Unternehmen leichter Genehmigungen von Behörden erhalten und eine Zertifizierung nach OHRIS oder ISO 9001 erhöht die Rechtssicherheit des Unternehmens, indem es die Organisationshaftung minimiert. Aus diesem Grund werden die Nachweise auch teilweise in der privaten Wirtschaft gefordert.
Beispiele: Qualitätsmanagement nach ISO 9001, Umwelterklärung nach EMAS, Arbeitssicherheitsmanagement nach OHRIS oder nach behördlich festgelegten Kriterien, wie z. B. im Fremdenverkehr.
Darüber hinaus kann die Vergabe von Fördergeldern an die Erfüllung bestimmter Anforderungen gekoppelt sein. Die Förderung ist dann ebenfalls eine Art staatlich anerkanntes Label.

### Verbände, Vereine, Institutionen
Neben den Bereichen, die von staatlichem Interesse sind, gibt es ein weites Feld von Prädikaten, die privatwirtschaftliche Belange abdecken. Hier erlassen private und halbstaatliche Institutionen und Gremien eigenen Richtlinien für die Vergabe der Prädikate. Die Einhaltung der Richtlinien wird von Prüfstellen überwacht, die von den jeweiligen Institutionen anerkannt sein müssen.

### Auszeichnungen und Sonstiges
Neben den offiziellen Auszeichnungen und Preisen vergeben auch Privatpersonen und Firmen Prädikate. Häufig werden diese Prädikate durch Abstimmungen und Umfragen ermittelt, z. B. Bücherbewertung bei Amazon oder Teilnehmerbewertung bei EBay. Diese Prädikate dienen ausschließlich privatwirtschaftlichen Interessen. Dennoch sollten auch sie den oben genannten vier Kriterien entsprechen.

## Prädikate im Fremdenverkehr
In Deutschland existiert ein System von staatlich anerkannten Prädikaten zur besseren Einordnung von Fremdenverkehrsorten:
- Bad
- Erholungsort
- Heilbad
- Kurort
- Luftkurort
- Kneippkurort

Ähnliche Prädikate gibt es in vielen anderen Ländern. 
In Frankreich wird neben diesen unter anderem ein Pavillon Bleu d’Europe (Blaue Flagge Europas) genanntes Label an Yachthäfen verliehen, in denen bestimmte Kriterien des Umweltmanagements berücksichtigt werden.

## Weitere Beispiele
- Prädikate von Öko-Test und Stiftung Warentest, z. B. „Empfehlenswert“ oder „Sehr gut“
- Lebensmittel: DLG-Prämierung in Bronze, Silber oder Gold
- Wein: Qualitätswein mit Prädikat
- Filme: „besonders wertvoll“ (Filmprädikat)
- Bildung: „Prädikat Schule mit Schwerpunkt Musik“ an hessischen Schulen
- Musik: Auszeichnungen von Zeitschriften z. B. das Prädikat „Best Jazz Guitarist“ oder „Best Guitar LP“ von „Guitar Player“
- Spielzeug: „Spiel Gut“ für pädagogisch wertvolles Kinderspielzeug
- Haushaltsgeräte: Das EU-Energie-Label bewertet die Verbrauchseigenschaften von A (sehr sparsam) bis G (verschwenderisch)
- Unternehmen oder Organisationen: Investors in People